# Jacqui Dankworth
Jacqueline „Jacqui“ Dankworth (* 5. Februar 1963 in Northampton, Northamptonshire, England) ist eine britische Sängerin (hauptsächlich im Jazzbereich).

## Leben und Wirken
Jacqui Dankworth ist die Tochter der Sängerin Cleo Laine und des Saxophonisten und Komponisten John Dankworth; frühe Vorbilder aus der umfangreichen Plattensammlung ihrer Eltern waren Ella Fitzgerald, Sarah Vaughan, Al Jarreau, Billie Holiday, aber auch Sängerinnen wie Carole King oder Laura Nyro und Sänger wie James Taylor.
Jacqui Dankworth begann ihre Berufskarriere zunächst als Schauspielerin bei der Royal Shakespeare Company, dem National Theatre und der Theater-Gruppe von John Dexter; sie wechselte dann zum Musical und begann schließlich eine Karriere als Sängerin.
Zuerst ging sie mit ihrem Bruder Alec Dankworth auf Tourneen und trat in Hawaii, Hong Kong und Indonesien auf. Jacqui Dankworth spielte dann in Stravinskys “„The Soldier’s Tale” im Purcell Room in London und arbeitete mit dem Jazz-Komponisten und Saxophonisten Tim Garland an einem Zyklus von Songs – „Songs Of Love And Liberty“, an dem auch Norma Winstone und Christine Tobin mitwirkten. Anfang 1998 ging sie mit dem New Zealand Symphony Orchestra auf Tournee. In dieser Zeit entstand ein Album mit Jazz-Bearbeitungen von Gedichten von A. E. Housman mit dem New Perspectives Ensemble unter Leitung von John Williams; das resultierende Werk Five Housman Settings and Other Jazz Works war für die Sunday Times „die herausragende britische Jazz-Veröffentlichung des Jahres 1996.“
1999 trat sie mit Arrangements von George-Gershwin-Klassikern mit der BBC Big Band in London und Birmingham auf. Danach arbeitete sie mit der Formation „Field of Blue“, einer akustischen Band, mit der sie meist Eigenkompositionen spielte. Mit Field of Blue tourte sie in Großbritannien und Europa; außerdem nahm sie mit der Band zwei Alben auf, Field of Bue (1999) und Still, das 2000 erschien.
Im Juli 2000 nahm sie mit dem Pianisten James Pearson das Album For All We Know auf; außerdem wirkte sie an einem Tributalbum und -Konzert für den Sänger Nick Drake mit. Daneben arbeitete sie mit dem Gesangsensemble The Passion, mit den Sängerinnen Liane Carroll und Sara Colman (One Good Reason, 2002).
2003 entstand das Crossover-Album As the Sun Shines Down on Me auf dem Plattenlabel Candid Records mit einer Mischung aus zeitgenössischem Songmaterial u. a. von Bob Dylan, James Taylor, Joni Mitchell und Stevie Wonder sowie Jazzstandards wie „You Must Believe in Spring“ oder Duke Ellingtons In a Sentimental Mood. Es folgten Tourneen durch Jazz-Clubs und Theater in Großbritannien und Irland; außerdem wirkte sie als Gast auf Courtney Pines Album ‘'Devotion'’ mit (2003) und trat mit ihm in der Royal Festival Hall im Rahmen des London Jazz Festivals auf.
Danach hatte sie einen Gastauftritt in dem Film '‘Shoreditch’' mit der klassischen Billie-Holiday-Nummer '‘My Man’' sowie mit dem Standard '‘Body and Soul'’. 2004 nahm sie das Album Detour Ahead auf; 2007 eröffnete sie das Nürnberger Stimmenfang-Festival. 2008 trat sie drei Nächte mit neuem Songmaterial im Ronnie Scott’s Club in Soho auf. Dankworth wirkte außerdem als Gastsolistin an Aufnahmen von Michael Garrick (For Love Of Duke ...and Ronnie..., 1995/96), Gerard Presencer, George Melly (The Ultimate Melly, 2005) mit.
Die Autoren Richard Cook und Brian Morton sinnierten 2006 darüber, warum Jacqui Dankworth nicht bekannter ist und heben insbesondere ihre Leistungen auf dem Album Detour Ahead hervor, das sie im Penguin Guide to Jazz Recordings mit der Höchstnote versahen; das Album – u. a. mit Paul Simons „Train in the Distance“ – etabliere sie in der ersten Reihe der britischen Jazzsängerinnen.

## Diskographische Hinweise
- Five Houseman Settings (Spotlite, 1996)
- Field of Blue (1999)
- Still (Black Box Records, 2000)
- For All We Know (Black Box, 2001) mit James Pearson
- As the Sun Shines Down on Me (Candid, 2002) mit Alec und John Dankworth
- Detour Ahead (Candid, 2004) mit Alec und John Dankworth
- It Happens Quietly (2011) mit Karen Sharp, Tim Garland, Jimmy Hastings